# Удревнение города
Удревнение города — коммеморативная практика, отнесение начала истории города к более раннему времени, чем следует из исторических источников (удревнение истории). Ряд городов традиционно начинают свою историю от поселений, которые по совокупности признаков не могут рассматриваться как города, и реальная история этих городов короче, чем принято считать в массовом сознании. Для некоторых других города удревнение может производится путём пересмотра традиционной даты основании, опираясь на недостоверные источники, ненаучную или недостаточно обоснованную интерпретацию археологических находок. Обычно такое удревнение инициируется или поддерживается местными властями и общественностью. При наличии территориального и топонимического единства история города, однако, может на длительное время прерваться, в связи с чем возникает проблема континуитета города, и принятие времени возникновения первого города в качестве даты основания может рассматриваться как удревнение.
В одном из ненаучных подходов город рассматривается как вещь, объект, созданный строителями и другими мастерами, и потому, чем он древнее, тем большая ценность ему приписывается.
Проблема установления времени основания города тесно связана также с вопросом, какое поселение считать городом. Предоставление поселению статуса города производилось в разные эпохи и в разных странах на разных основаниях. В большинстве стран мира статус города закреплён на законодательном уровне, через принятие решения законодательными государственными органами. Лишь в немногих странах это понятие является не юридическим, а историческим, статистическим и др. Историческая урбанистика для определения понятия «город» традиционно использует определённые критерии, в первую очередь экономические. Первым таким критерием являются несельскохозяйственные формы занятости большей части населения.
Считается, что по данным археологии первые города появились около 3,5 тысяч лет до н. э. Однако эти населённые пункты не могут быть названы городами по сумме критериев научной оценки городов. большинство их населения архаичных и античных городов было занято в сельском хозяйстве и не могут считаться городами в полном смысле термина. Однако часть европейских городов ведут свое летоисчисление с эпохи античности: Афины, Рим и др. Так, Рим, согласно римскому историку Марка Теренция, был основан в 753 году до н. э. Приблизительная датировка VIII веком до н. э. подтверждена данными археологии. Профессор археологии А. Карандини, осуществляющий раскопки на римском форуме около 20 лет, сообщил, что на месте современного Храма Ромула был обнаружен древний дворец. Однако это поселение являлось по сути аграрным. Стремление к удревнению городов может вести к нивелированию основных социально-экономических критериев понятия города.
Такие города, как Рим, Марсель, Париж, Лондон во времена Римской империи уже имели признаки города, но после падения империи эти и другие поселения пришли в упадок, возродившись лишь через несколько веков. Дискуссионным является вопрос, какую точку отсчета брать для определения возраста этих городов.
Американский ученый, урбанист Льюис Мамфорд отмечал, что города и городские культуры могут появиться быстро и способны к существованию на протяжении истории многих культур. В качестве примера он приводил Дамаск — самый древний из функционирующих до настоящего времени городов. Цивилизационная теория развития городов в качестве живых культур Мамфорда позволяет обойти проблемы ранних дат основания городов и континуитета города. Первую стадию развития города он называл «эополис» и мыслил его как деревенскую общину. Следующую стадию он называл «полисом», описывая её как раннюю форму города, возникшего в процессе синойкизма — объединения ряда поселений, или как результат разрастания первоначального поселения. Идеи Мамфорда могут вести к удревнению истории городов.
Юбилейные торжества русского Средневековья не имели такого масштабного характера, как в настоящее время, поскольку соответствующих свидетельств в исторических источниках нет. В Новое и Новейшее время идея юбилея стала одной из основных для инструментализации исторической памяти. В имперский период истории России и в советское время юбилеи, как правило, аргументировались. Как в имперское, так и в советское время основным цензором, который не допускал легализацию таких фальсификаций, являлось государство. Однако фальсификация городских юбилеев имела место в историографической традиции уже с XIX века.
В 1952 году отмечалось 800-летие основания Городца Горьковской области. Догадка, что Городец Волжский основал в 1152 году Юрием Долгоруким, выдвинул в 1864 году нижегородский краевед И. С. Тихонравов. По версии Тихонравова, когда Изяславом Киевским был сожжён Городец на Днепре, принадлежавший Юрию, тот решил отправиться в пределы Суздальской области; «подъезжая к Китежским горам, в настоящее время Пановым, где расположен нынешний Городец, князь Юрий был восхищен красотой этой местности, а главное тем, что эта местность напоминала ему приднепровский Городец, и он высадился тут со своей дружиной, как говорит летописец, 6 сентября 1152 года». Дата «6 сентября» в источниках не встречается. Однако 1152 год закрепилась в нижегородской (горьковской) литературе, как дореволюционного, так и советского периода. В 1920-е — 1930-е годы эта дата среди нижегородских краеведов была, по существу, единственной. 22 июня 1952 года главная областная газета, «Горьковская правда», выпустила статью секретаря Городецкого горкома ВКП(б) В. Бросалова «Городцу — 800 лет», где повторялись закрепившиеся в местном краеведении тезисы. Б. М. Пудалов писал, что празднование 800-летия Городца обусловлено конъюнктурными соображениями: в 1947 году было пышно отмечено 800-летие Москвы, и Юрий Долгорукий стал «культовой фигурой». Первое упоминание в летописи Городца — 1172 год.

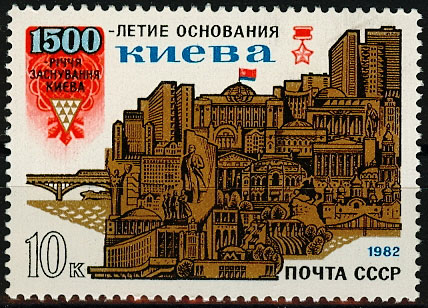
Почтовая марка СССР «1500-летие основания Киева», 1982

Согласно историку и археологу Л. С. Клейну, Б. А. Рыбаков «углубил Киев на полтысячелетия (приписав его основание к концу V в.), хотя как археолог он должен был бы знать, что в Киеве нет славянского культурного слоя древнее IX в.». Ранние поселения и монетные находки в черте Киева не имеют прямого отношения к истории города и не могут свидетельствовать о существовании Киева за полтысячелетия до возникновения других городов Руси. В советское время с критическим анализом «киевских» концепций Рыбакова и его последователей (в частности, П. П. Толочко) выступали И. П. Шаскольский, Я. Р. Дашкевич и Э. Мюле. Это не помешало властям УССР в 1982 году отпраздновать 1500-летие Киева.
Другим городом после Киева, кроме Киева, где главным условием для официального подтверждения юбилейных мероприятий нужно было провести процедуру установления «точной даты» основания, стала Казань. Вокруг этого события позднее произошёл скандал. Его участниками стали казанские, представителем которых был историк А. Х. Халиков, и московские учёные во главе с историком А. П. Смирновым, затем — В. Л. Егоровым. Опорной точкой был вопрос о столице Волжской Булгарии. Затем татарский историк высказал предположение о 800-летнем возрасте Казани. Егоров, используя как археологические материалы, так и данные письменных источников, пришел к выводу, что Казань имеет возраст в 600 лет. Он выпустил статью в журнале «Советская археология», «в Татарии это произвело эффект разорвавшейся бомбы… Дошло до того, что в Москву приехал секретарь обкома КПСС Татарии. Он пришел к самому Михаилу Андреевичу Суслову… Оказывается к юбилею уже всё было готово — выпустили конфеты „800 лет Казани“, книжку написали, значки отчеканили и тут вдруг такая статья… редактором журнала был членкор Академии наук Арциховский, огромный авторитет в археологии, человек, впервые нашедший знаменитые новгородские грамоты. И Суслов сказал: „Арциховский никогда не пропустит ничего непроверенного. Я не сомневаюсь, что автор статьи прав“». Юбилей не был проведён: Историк Александр Овчинников писал: «Московские исследователи на заседании в Академии наук СССР, доказали, что 800-летие Казани невозможно. Стали всплывать факты того, что студентов казанских вузов… на археологических раскопках заставляли подбрасывать… кусочки керамики 12 века. Из-за этого разразился большой скандал, и один из участников заседания сказал, что 800-летие Казани не имеет никакого отношения к науке, и об этом лучше всего не говорить».
В постсоветский период идеологическая функция государства существенно ослабла, его заменили церковные и общественные организации, которые, однако, в большинстве случаев не смогли взять на себя роль цензоров. Напротив, эти структуры и движения, которые должны выступить против фальсификатов, становятся их сторонниками, а в ряде и авторами самих фальсификаций. Известен ряд научно необоснованных заявлений местных властей украинских и российских городов о более ранних, чем принято исторической наукой, датах возникновения этих поселений. С начала 1990-х годов приобрели распространение празднования юбилеев городов, даты которых вызывают возражения историков. Основной тенденцией является удревнение даты основания города. Мотивацией является получение местными властями дополнительного финансирования, что рассматривается как положительное явление для развития города. Отдельные историки призваны обеспечить видимость достоверности выбранной даты. Явление положительно влияет также на местный патриотизм.
В 1992 году были проведены празднования 1000-летнего юбилея города Владимира, хотя за 34 года до этого торжественно праздновался 850-летний юбилей города. Решение принималось голосованием депутатов горсовета. Событие получило отражение в названиях главного городского парка и центрального городского путепровода. В письменных источниках существует две версии основания города, в 990 (согласно поздним летописям)и в 1108 году (согласно ранним летописям). Археологические изыскания, проводящиеся во Владимире начиная с первой половины XX века не подтверждают существование города в конце X века, поэтому в исследованиях археологов предпочтение отдано 1108 году. В середине XX века наиболее крупным специалистом, изучавшим историю раннего Владимира, был археолог и историк древнерусской архитектуры Н. Н. Воронин, высказывавшийся за 1108 год.

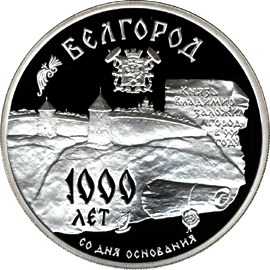
Белгород — 1000 лет со дня основания. Монета Банка России. Серия «Памятники архитектуры России». 3 рубля. Серебро. 1995 год

В 1995 году на основании постановления правительства Российской Федерации был организован 1000-летний юбилей российского Белгорода. Город на Северском Донце был основан в качестве крепости в 1596 году и является лишь одноимённым древнерусскому Белгороду под Киевом. Это обстоятельство не отрицалось историками, краеведами или общественными деятелями. Обоснованием празднования послужили письма Б. А. Рыбакова и Д. С. Лихачёва о раннем основании города, направленные руководству Белгородской области.
В 1998 году власти Республики Татарстан предполагали отметить 850-летие основания Казани. Однако затем властями Казани было инициировано празднование 1000-летнего юбилея города, прошедшее в 2005 году. Празднование было мотивировано политическими соображениями. Если в советское время удревнение этого города было только попыткой фальсификации, то в постсоветский период фальсификация была представлена как историческая реальность. Юбилей стал одним из примеров исторического изобретения, направленного на прославление татарского культурного наследия, а также реакцией на 850-летний юбилей Москвы через утверждение более древней истории столицы Татарстана. Тысячелетний юбилей сопровождался серией культурно-политических мероприятий, направленных на позиционирование Татарстана в качестве моста между Востоком и Западом и самой Казани как одной из столиц мусульманского мира. Он стал также поводом для масштабной архитектурной перестройки города, наиболее заметными результатами которой стали открытие метрополитена, строительство моста Миллениум и многочисленные реставрационные работы в общественных пространствах и зданиях. Сворачивание суверенитета Татарстана была «оплачено» щедрыми федеральными взносами в крупные культурные мероприятия, включая юбилей 2005 года.
В Старой Руссе группой местных энтузиастов продвигается идея древнейшей истории города, в вопросе о времени основания которого они отдают предпочтение не аутентичным свидетельствам XI—XII веков, а литературному памятнику XVII века «Сказанию о Словене и Русе», рассказывающему, в частности, об основании Руссы легендарным князем Русом, жившим ранее Александра Македонского. В центре Старой Руссы был установлен камень с цитатой из Сказания об основании города Русом. Основание Старой Руссы в местной прессе часто относится к древнейшим временам.
В 2012 году местные власти и общественность отпраздновали 980-летний юбилей Курска. Город существовал в домонгольский период. В «Слове о полку Игореве» упоминаются куряне, Курск фигурирует в Житии Феодосия Печерского. Существование Курска в XI веке подтверждают и данные археологии. Однако, по мнению ряда историков, после монгольского нашествия Курск опустел и был вновь отстроен в 1596 году. История нынешнего Курска фактически прослеживается лишь с конца XVI века. В этой ситуации имеет место проблема континуитета древнерусского Курска и российского Курска при наличии территориального и топонимического единства. Ввиду того, что история города прерывалась на длительное время, отсутствует единая социальная и культурная традиция, и данный юбилей не может считаться достаточно аргументированным. В то же время ведущий местный историк и краевед А. В. Зорин считает, что город запустел лишь в середине XVI века, то есть незадолго до основания новой крепости.